# Lobanilia luteobrunnea
Lobanilia luteobrunnea är en törelväxtart som först beskrevs av John Gilbert Baker, och fick sitt nu gällande namn av Radcl.-sm.. Lobanilia luteobrunnea ingår i släktet Lobanilia och familjen törelväxter. Inga underarter finns listade i Catalogue of Life.